# Pierre Viala
Pour les articles homonymes, voir Viala.
Pierre Viala, né à Lavérune (Hérault) le 24 septembre 1859 et mort dans le 5e arrondissement de Paris le 11 février 1936, est un spécialiste des pathologies de la vigne.

## Biographie
Né dans une famille de viticulteur, il fait des études à l'École d'Agriculture de Montpellier dont il sort major en 1881. Il devient préparateur-répétiteur de la chaire d'agriculture du professeur Gustave Foëx à cette même école, tout en préparant une licence de Sciences naturelles à la Faculté des Sciences.
L'année 1883 est une année fertile : il obtient sa licence à la Faculté, il découvre avec Louis Ravaz, dans le laboratoire de Foëx, le black-rot, maladie cryptogamique de la vigne et publie avec Foëx un ouvrage : Ampélographie américaine.
Il est inhumé au cimetière de Cournonterral (Hérault).

### Sa lutte contre le phylloxéra
Il travaille dans ces années-là sur diverses maladies de la vigne, oïdium, pourridié, etc. mais le gros problème qui préoccupe tous les esprits à cette époque c'est le phylloxéra. Voici bientôt vingt ans que cette maladie causée par un puceron suceur américain ravage le vignoble français et vingt ans d'efforts et de tentatives variées qui n'aboutissent toujours pas. On sait à cette époque que les vignes américaines sont résistantes au phylloxéra et que le vin qu'elles donnent n'est guère buvable. Elles pourraient servir de porte-greffes aux cépages de qualité français mais elles tolèrent mal le calcaire. Le jeune Pierre Viala est alors pressenti pour aller en « mission aux États-Unis afin d'y rechercher les variétés de cépages pouvant végéter en terrain calcaire et marneux ». Accompagné de Frank Scribner, chef de la section de pathologie végétale à l'université de Knoxville, il va parcourir une grande boucle à travers les États-Unis durant l'année 1887. Après bien des recherches, il finira par trouver dans des terrains secs et calcaires du Texas ce qu'il cherchait. À son retour, il prônera comme seuls dignes d'intérêt : Vitis berlandieri, Vitis cinerea et Vitis cordifola. Ce travail permettra ensuite l'obtention du célèbre porte-greffe 41B, croisement de Vitis berlandieri et de Vitis vinifera.

### Sa monumentaleAmpélographie
Fort de ce succès, il retourne à l'École nationale d'agriculture de Montpellier où le grand patron Foëx règne toujours sans partage. En 1890, il est nommé « professeur de viticulture et de cultures des régions méridionales » à l'Institut national agronomique de Paris. L'année suivante, il soutient une thèse de doctorat ès-sciences naturelles. Viala étudie la résistance des vignes au phylloxéra, à la chlorose, aux maladies cryptogamiques et aux insectes. De 1901 à 1909, il publie Ampélographie. Traité général de viticulture en 7 volumes grâce au soutien de Victor Vermorel. Il termine sa carrière avec tous les honneurs. Il est nommé en 1897 inspecteur général de la viticulture. Il est élu membre de l'Académie des sciences en 1919. Il publie de nombreux mémoires sur l'ampélographie et les maladies de la vigne. Devenu député de l'Hérault, il accueille Alexandre Millerand, le président de la république, dans sa circonscription, en 1921.

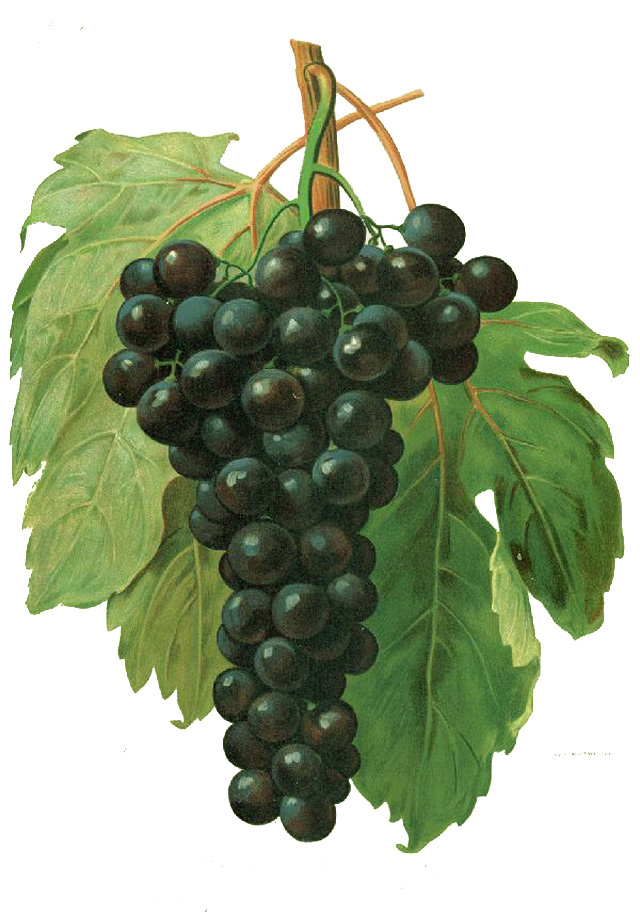
Alphonse Lavallée.
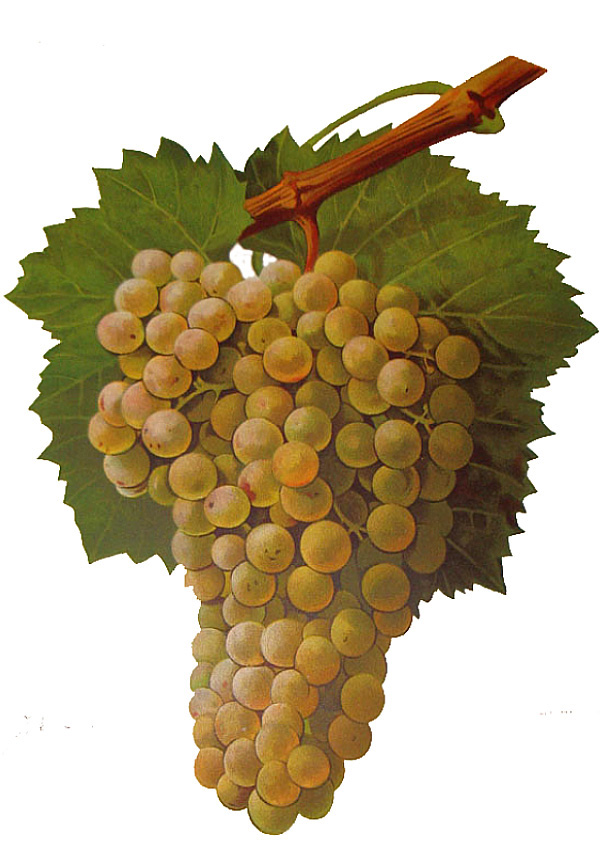
Gros bourgogne.
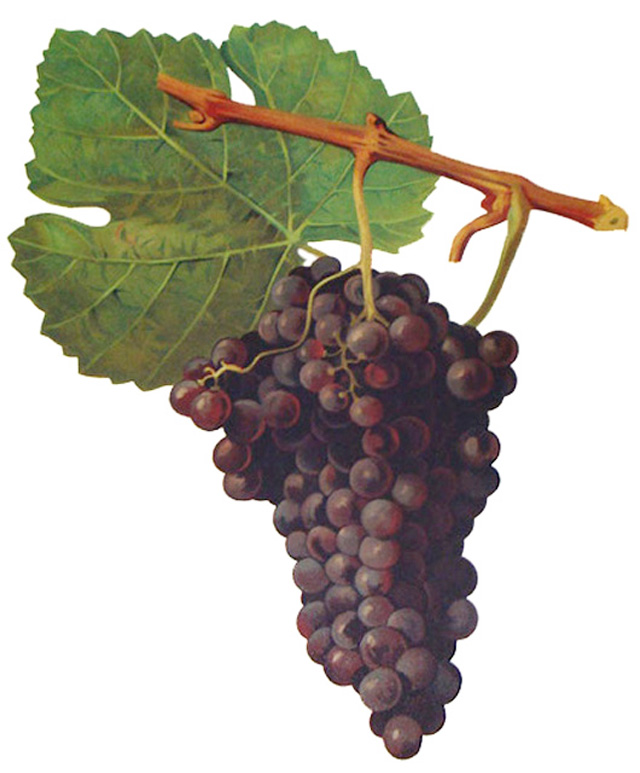
Herbemont.
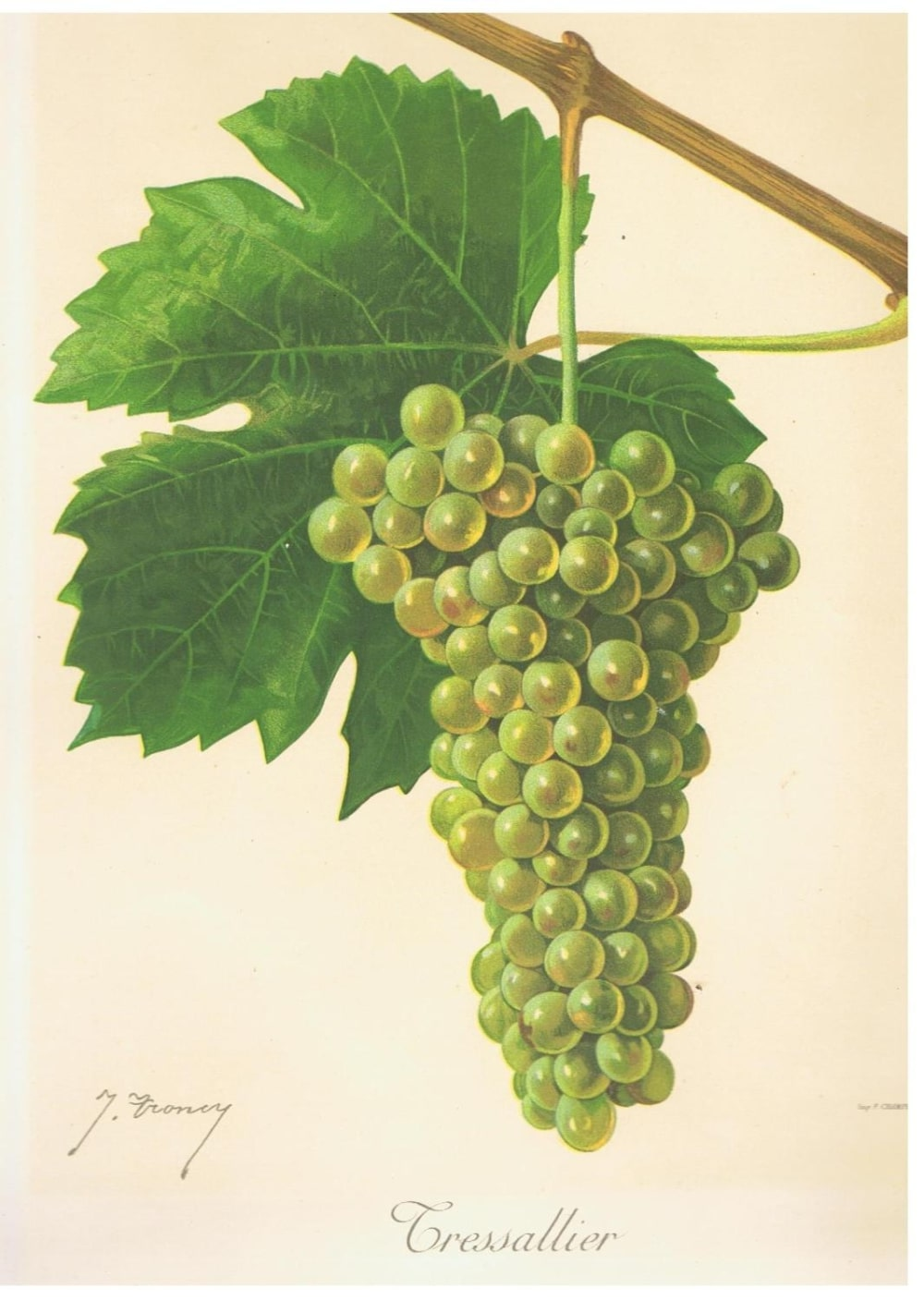
Tressallier.

## Principales publications
- Les Vignes américaines : adaptation, culture, greffage, pépinières, en collaboration avec Louis Ravaz (1892).
- Les Maladies de la vigne : peronospora, oïdium, anthracnose, pouridié, cottis, cladosporium, etc. (1885, 1887, 1893).
- Manuel pratique pour le traitement des maladies de la vigne (1888).
- Ampélographie. Traité général de viticulture, en collaboration avec Victor Vermorel, (7 volumes, 1901-1910), Réédition : J. Laffitte, Marseille, 1991.

Il est l'auteur du taxon :
- Guignardia Viala & Ravaz, Bull. Soc. mycol. Fr. 8: 63 (1892).

## Hommages
Il existe une place Pierre Viala, dans le quartier Les Cévennes, à Montpellier.